# Bradina ceramica
Bradina ceramica là một loài bướm đêm trong họ Crambidae.